# Office de haute montagne
L'Office de haute montagne, dit OHM, est un service de renseignement français chargé d'informer randonneurs et alpinistes sur les conditions météorologiques, les itinéraires et les conditions de terrains d'une course d'altitude. Il est installé, avec d'autres institutions dans l'ancien presbytère de Chamonix-Mont-Blanc, appelé « Maison de la montagne ».
Il a été créé en 1972 par le guide de haute montagne Gérard Devouassoux avec le soutien de Maurice Herzog et de la Compagnie des guides de Chamonix. Il est tenu par l'association la Chamoniarde, une société de prévention de secours en montagne.